# كويمانس (نيويورك)
كويمانس (بالإنجليزية: Coeymans, New York)‏ هي بلدة أمريكية تقع في الولايات المتحدة في مقاطعة ألباني، نيويورك. يقدر عدد سكانها بـ 7,418 نسمة ومساحتها 137.5 كم2 وترتفع عن سطح البحر 447 متر.